# Kelemen József (iparművész)
Kelemen József (Somogyszil, 1939. április 14. – 2007. április 18.) magyar ipari formatervező művész. Műveinek szerkesztését az elemes összeépíthetőség, stílusát pedig a geometrikus formálás jellemzi.

## Életpályája
1958 és 1962 között tanulmányait a Magyar Iparművészeti Főiskolán folytatta. Mesterei Borsos Miklós és Dózsa Farkas András voltak. Tevékenységében orvosi műszerek, műanyag tárgyak, közlekedési és elektromos eszközök tervezése a meghatározó. Az Orvosi Műszer Szövetkezet és a Kontakta Alkatrészgyár mellett számos kisebb-nagyobb cégnek dolgozott az Iparművészeti Vállalaton és a Generalarton keresztül.

## Díjai, elismerései
- Munkácsy-díj (1978);
- 8 rendbeli formatervezési nívódíj
- érdemes művész (1985).

## Főbb művei
- Polymobil építőjáték (Politechnika, 1972)
- Kontállux villanykapcsoló család (Kontakta, 1978)
- metrókocsi (Ganz Mávag, 1985)
- új metrókocsi (Ganz Hunslet, 1984)
- Biobox energiatakarékos állattartó építőrendszer (1991 körül)
- fénycsőre szerelhető fényterelő (1991)
- Kompakt fénycsövek (Tungsram, 1993)
- arculattervek (Hungaroring,  Czapp Györggyel, 1985, Classic Product, 1996, EDI, 1997)
- vezérlőpultok.
- orvosi műszerek,
- rádiók,
- mérlegek,
- gyermekjátékok.